# Penicillium brocae
Penicillium brocae är en svampart som beskrevs av S.W. Peterson, Jeann. Pérez, F.E. Vega & Infante 2003. Penicillium brocae ingår i släktet Penicillium och familjen Trichocomaceae.   Inga underarter finns listade i Catalogue of Life.